# Jonathan Dunford

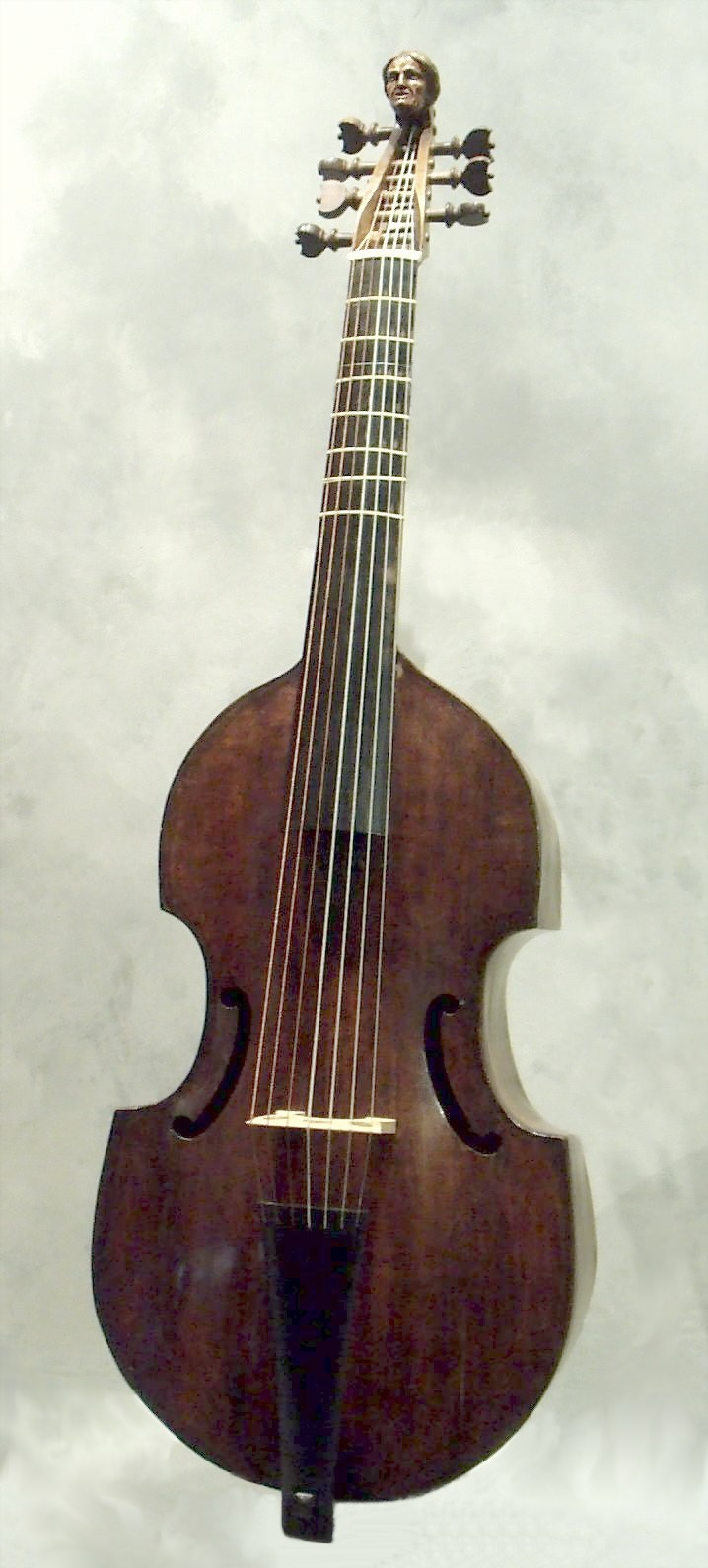
Viola da gamba. París, Musée de la musique.

Jonathan Dunford (nacido el 30 de octubre de 1959 en Trenton, Nueva Jersey) es un violagambista estadounidense especializado en el repertorio barroco. 

## Trayectoria
Después de estudiar violín en el Conservatorio de Música de Nueva Inglaterra en Boston, a Dunford se le otorgó una beca en 1980 para una capacitación adicional con Jordi Savall en la Schola Cantorum Basiliensis. 
Obtuvo su máster de viola da gamba en 1987 en Boston y luego su Diploma Estatal de Música Antigua en 1989 en Francia. 
Jonathan Dunford vive en París desde 1985, está casado con la gambista Sylvia Abramowicz y enseñó en el Conservatorio de Estrasburgo entre 1990 y 1997 y también en el Conservatorio de Metz. Ha estado enseñando en el Conservatorio de Saint-Cloud desde 2013. 
Ha llevado a cabo una extensa investigación en la Biblioteca Nacional de Francia sobre música para viola da gamba. 
En 2004, fue nombrado líder del taller de viola da gamba para la base de datos "Philidor" en el Centro de Música Barroca de Versalles. Ha publicado numerosos artículos sobre la viola da gamba ( Goldberg, l'Œil, libretos de grabaciones) y participa regularmente en programas de radio ( France Musique , Radio Bleu, etc.) y programas de televisión (Mezzo). 
En 2016 fundó su propio sello digital "Astres Disques".
Jonathan Dunford toca en una viola baja de gamba construida en 1741 por el lutier parisino Salomon. 
Su hijo Thomas Dunford, nacido en París en 1988, toca el laúd y la tiorba y participa en grabaciones y en festivales de música antigua.

## Discografía (selección)
- 1992: Pièces de Viole en manuscrit (extracto de Manuscrit 1111 de la Bibliothèque Nationale de Paris) con piezas de Dietrich Stöeffken, Tobias Hume , Daniel Farrant , Thomas Ford , Nicolas Hotman , August Verdufen, Jean Lacquemant (Dubuisson), John Jenkins y varios alemanes anónimos
- 1996: Le Sieur Dubuisson , música Jean Lacquemant conocida como Sieur Dubuisson.
- 1998: Suites pour une et trois lyra-violes por William Lawes
- Pièces de Viole en Tablature de De Machy o Demachy
- Suites pour viole seule de Ditrich Stöeffken
- Suites pour viole seule / Concerts à deux violes esgales de Jean de Sainte-Colombe
- 1997: Tombeau pour Mr. de Sainte-Colombe le père Sainte-Colombe le fils Adès (Universal)
- 2000 y 2002: Pièces de viole inédites - Marin Marais Accord-Universal
- 2007: Le Tombeau de Marin Marais AS Productions, París (distribución Abeille Musique)
- 2011: Les sorpresas del amor de Rameau, transcripciones de M. Hesse Alpha Productions, distribución en París, Harmonia Mundi.
- 2011: Love is the Cause of My Mourning, melodías escocesas para guitarra barroca y Viola da Gamba Alpha Productions, distribución en París Harmonia Mundi
- 2011: Bertrand de Bacilly, L'Art D'Orner Le Beau Chant Saphir Productions, París
- 2014: Alfonso Ferrabosco, Ayres y Lecciones para el Lyra Viol ARION
- 2015: Marin Marais, Suites à Deux Violes (1686) Música Ficta
- 2015: Music for the Viol Lyra-Way - música inédita de Jenkins y Simpson (solo descarga) - Astres Disques
- 2016: Le Sieur de Sainte-Colombe - Suites para Solo Viola da Gamba (solo descarga) - Astres Disques
- 2016: Telemann - Doce fantasías para Viola da Gamba en solitario - (solo descarga) - Astres Disques
- 2016: Jean-Baptiste Cappus: Pièces de Viole - 1730 - (solo descarga) - Astres Disques